# Portage Creek
Portage Creek és una concentració de població designada pel cens dels Estats Units a l'estat d'Alaska. Segons el cens del 2000 tenia 36 habitants.

## Demografia
Segons el cens del 2000, Portage Creek tenia 36 habitants, 7 habitatges, i 4 famílies La densitat de població era d'1,1 habitants/km².
Dels 7 habitatges en un 57,1% hi vivien nens de menys de 18 anys, en un 71,4% hi vivien parelles casades, en un 0% dones solteres, i en un 28,6% no eren unitats familiars. En el 28,6% dels habitatges hi vivien persones soles el 28,6% de les quals corresponia a persones de 65 anys o més que vivien soles. El nombre mitjà de persones vivint en cada habitatge era de 5,14 i el nombre mitjà de persones que vivien en cada família era de 6,6.
Per edats la població es repartia de la següent manera: un 52,8% tenia menys de 18 anys, un 11,1% entre 18 i 24, un 25% entre 25 i 44, un 5,6% de 45 a 60 i un 5,6% 65 anys o més.
L'edat mediana era de 14 anys. Per cada 100 dones de 18 o més anys hi havia 88,9 homes.
La renda mediana per habitatge era de 41.250 $ i la renda mediana per família de 41.250 $. Els homes tenien una renda mediana de 0 $ mentre que les dones 16.250 $. La renda per capita de la població era de 8.010 $. Cap de les famílies estaven per davall del llindar de pobresa.

## Poblacions més properes
El següent diagrama mostra les poblacions més properes.